# Конституционный референдум в Джибути (1992)
Конституционный референдум в Джибути проводился 4 сентября 1992 года по поводу принятия новой Конституции, которая восстанавливала в стране многопартийную демократию. Второй вопрос касался количества политических партий. Избирателей спрашивали, поддерживают ли они ограничение в 4 политические партии. Как Конституция, так и предложенное ограничение в количестве партий было одобрено соотв. 98,1 % и 97,9 % голосов при явке 75,2 %. В декабре 1992 года прошли первые многопартийные парламентские выборы.

## Результаты

### Новая Конституция
| Да или нет               | Голосов | Процент  |
| ------------------------ | ------- | -------- |
| Да                       | 101 287 | 98,1 %   |
| Нет                      | 2 013   | 1,9 %    |
| Действительных голосов   | 103 300 | — %      |
| Недействительных голосов | 1 504   | — %      |
| Всего голосов            | 104 804 | 100,00 % |
| Явка                     | 75,2 %  | 75,2 %   |
| Источник: Nohlen et al.  |         |          |

### Ограничение до четырёх партий
| Да или нет               | Голосов | Процент  |
| ------------------------ | ------- | -------- |
| Да                       | 101 125 | 97,9 %   |
| Нет                      | 2 177   | 2,1 %    |
| Действительных голосов   | 103 302 | — %      |
| Недействительных голосов | 1 504   | — %      |
| Всего голосов            | 104 806 | 100,00 % |
| Явка                     | 75,2 %  | 75,2 %   |
| Источник: Nohlen et al.  |         |          |